# معهد الدراسات السياسية بباريس

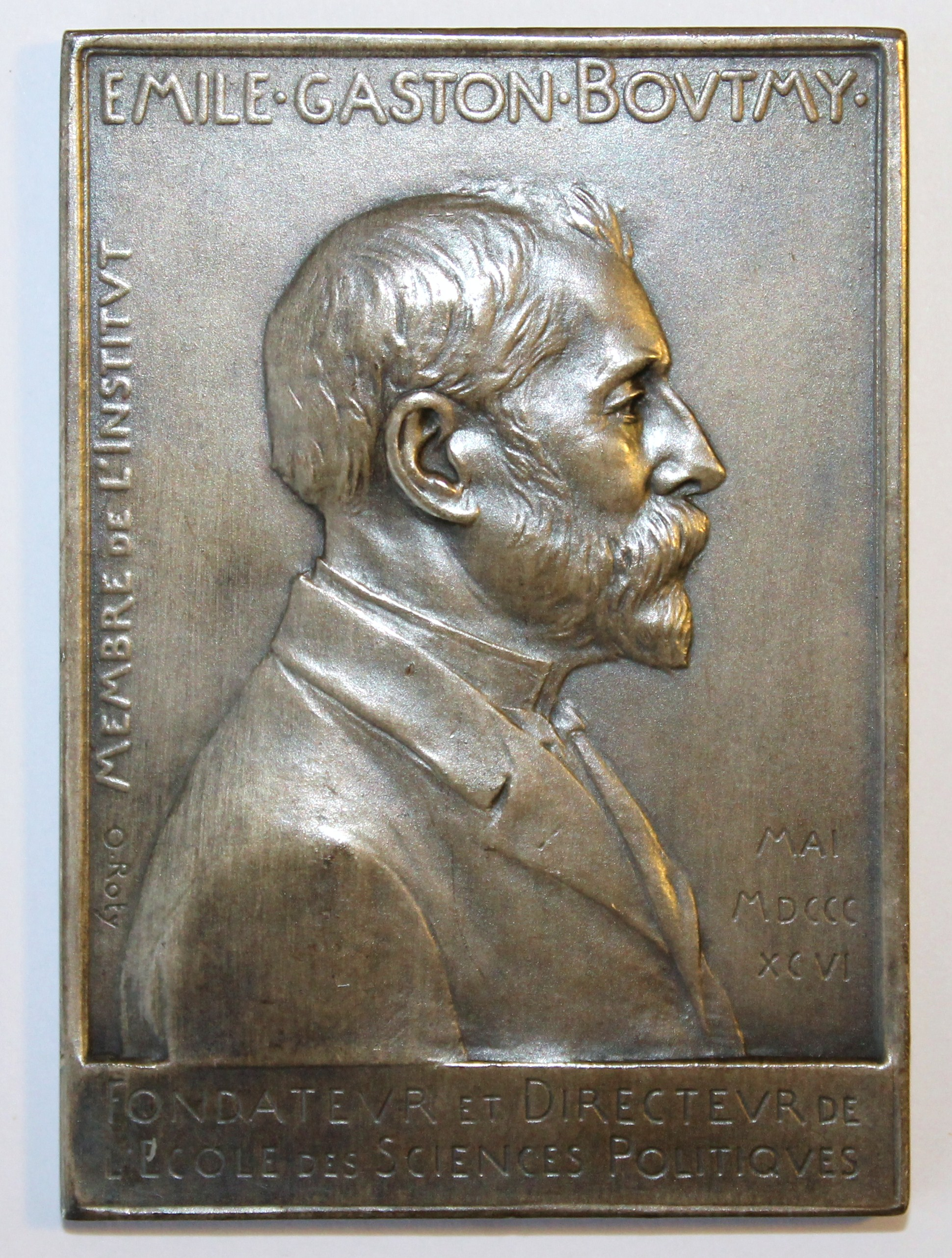
ميدالية إميل بوتمي، مؤسس ومدير معهد الدراسات السياسية، أنشئها صانع الميداليات أوسكار روتي.

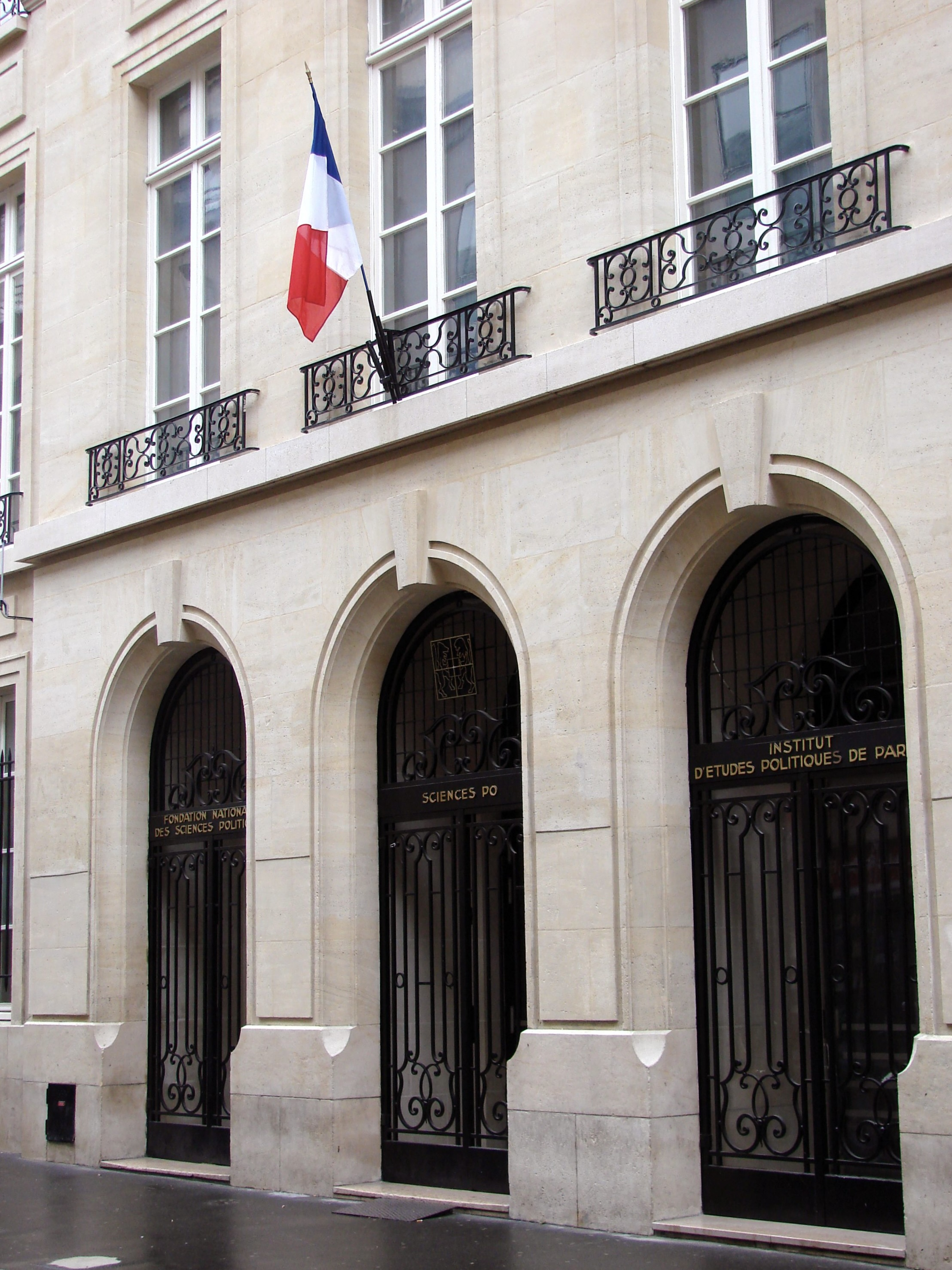
المدخل الرئيسي للمعهد

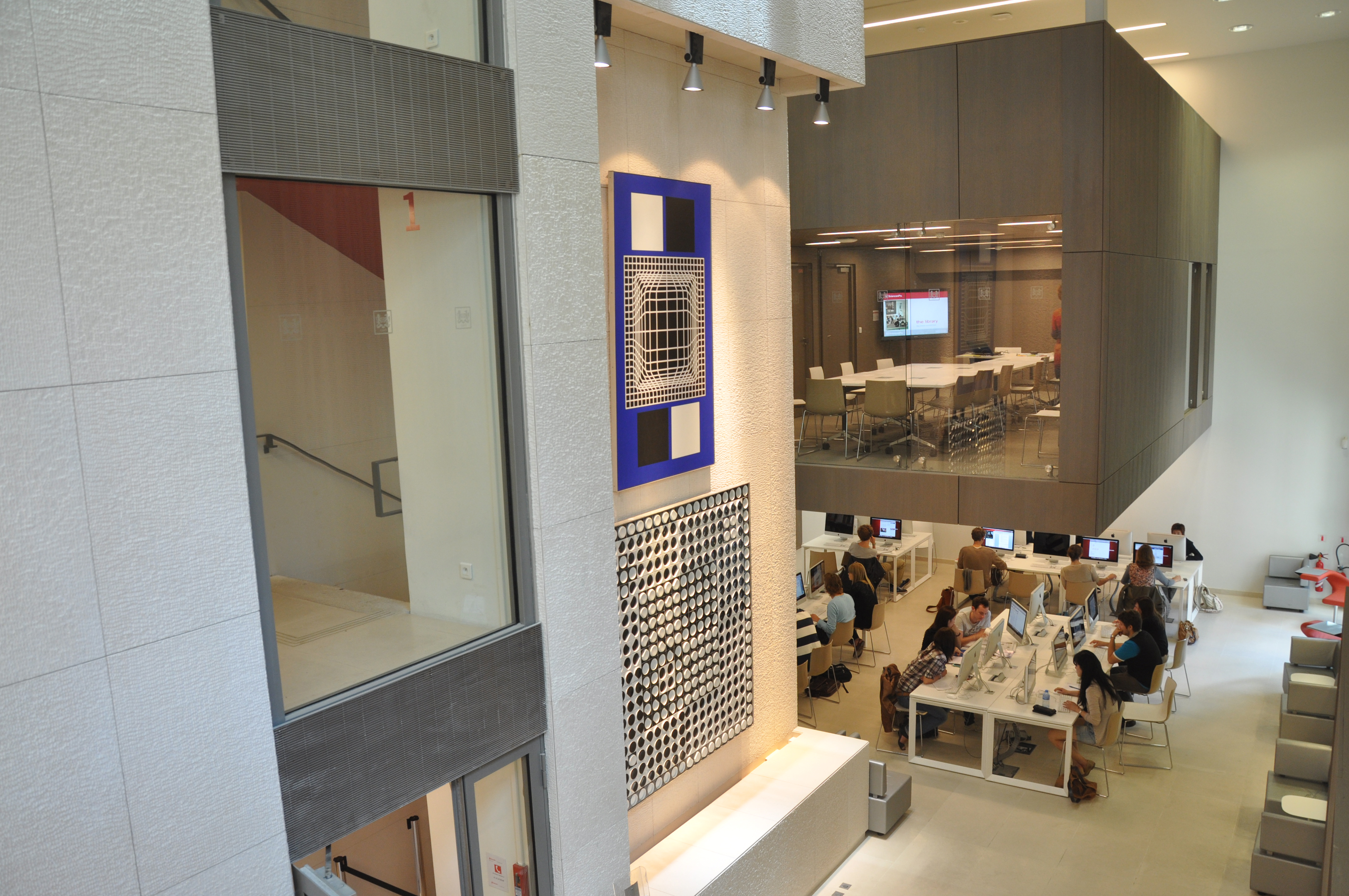
قاعة القراءة في المعهد، يلاحظ أنه فوق الطلاب يوجد قاعة صغيرة معلقة.

معهد الدراسات السياسية بباريس (بالفرنسية: Institut d'Etudes Politiques de Paris)، يدعى اختصاراً Sciences Po هو معهد للتعليم العالي والبحث العلمي في باريس. المعهد متخصص في العلوم الاجتماعية والعلاقات الدولية. يقوم كذلك بتدريس القانون، التسويق، التمويل، إدارة الموارد البشرية، الاتصال، التخطيط العمراني، والصحافة.
يقدم المعهد درجات علمية كالبكالوريوس والماجستير والدكتوراة.

## تاريخ المعهد
نشأ المعهد عن طريق تأميم المدرسة الحرة للعلوم السياسية (بالفرنسية: École libre des sciences politiques) والتي أنشأها إميل بوتمي (Emile Boutmy). معهد الدراسات السياسية بباريس هو أحد معاهد الدراسات السياسية التسعة المنتشرة في أرجاء الإقليم الفرنسي. ولمعهد باريس سبعة أحرام جامعية في سبعة مدن فرنسية. يدرس الطالب في كل معهد منهم دراسات خاصة بمنطقة جغرافية معينة (مثلًا دراسات الشرق الأوسط ومنطقة البحر المتوسط بمدينة منتون)، ويكون هذا في مستوى البكالريوس. هذا ويدرس طالبوا الماجستير والدكتوراه بالحرم الرئيسي في باريس.

### المديرين
منذ سنة 1950، مدير معهد الدراسات السياسية في باريس يكون دائما مدير المؤسسة الوطنية للعلوم السياسية، وتأتي القائمة كالتالي:
- 1947-1945 : روجر سيدو
- 1979-1949 : جاك شابسال
- 1987-1979 : ميشال جنتوت
- 1996-1987 : ألان لونسلو
- 2012-1996 : ريتشارد ديكوان، تم انتخابه في 2011 لعهدة رابعة، لكنه لم يكملها بسبب وفاته.
- أبريل 2012-نوفمبر 2012 : هرفي كريس
- نوفمبر 2012-مارس 2013 : جون غارمانك
- مارس 2013 : فريديريك ميون

## أشهر من درسوا بالمعهد

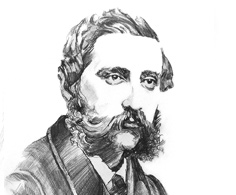
إميل بوتمي ، مؤسس

يشتهر معهد الدراسات السياسية بباريس بأنه معهد الصفوة، حيث تخرجت منه النخبة السياسية في فرنسا. وقد تخرج منه 28 من رؤساء الدول والحكومات السابقين، أشهرهم الرؤساء الفرنسيين فرنسوا أولاند وجاك شيراك وفرنسوا ميتيران، كما درس فيه أيضاً الرئيس السابق نيكولا ساركوزي إلا أنه فشل في التخرج منه بالإضافة إلى رؤساء وزراء فرنسيين وشخصيات عامة أخرى كالأمين العام للأمم المتحدة الأسبق بطرس بطرس غالي، وسمو الأميرة ريم علي،المدير السابق لصندوق النقد الدولي دومينيك شتراوس خان، و السياسي والخبير المالي اللبناني جورج قرم. وقد حصل على الدكتوراة الفخرية من المعهد رئيس البرازيل السابق لولا دا سيلفا.

## وصلات خارجية
موقع المعهد على الإنترنت (بالفرنسية)
موقع المعهد على الإنترنت (بالإنجليزية)